# 재일 몽골인
재일몽골인(일본어: 在日モンゴル人)은 일본 내에 거주하는 몽골인들을 말한다. 2003년 기준의 일본 법무성 외국인등록 통계에 따르면 2,545명이 정식 거주하고 있다. 그 수의 대부분이 국제유학생을 차지하고 있으며, 1974년에 일본과 몽골은 공식적으로 상호국가에 교환학생을 보내기로 합의하였고, 몽골 유학생들이 본격적으로 일본에 들어오기 시작한 것은 1976년부터였다. 2006년 5월 기준, 1,006명의 몽골학생들이 일본의 고등교육기관에서 여러 분야에서 공부하고 있으며, 아울러 1991년부터 재일몽골인들은 특히, 스모에서 두각을 나타내기 시작하였다. 그리하여, 2005년에는 모든 순위권 내 스모선수 중 대략 5%를 차지하였고, 이 수치는 당시 61명의 비일본인 외국인 스모선수들 중 37명을 배출해내면서 60% 이상의 비율을 차지하고 있다.

## 같이 보기
- 일본의 민족문제
- 재일외국인
  - 재일한국인
  - 재일중국인 / 재일대만인
  - 재일터키인
  - 재일필리핀인